# Georg Bertleff
Georg Bertleff, magyaros írásmóddal Bertleff György (? – Fehéregyháza, 1876. február 14.) evangélikus lelkész.

## Élete
A gimnáziumot 1855-ben Besztercén végezvén, a bécsi és hallei egyetemen tanult. Ezután elemi tanító lett Szászrégenben, majd 1860-tól gimnáziumi tanár Besztercén. 1868. március 29. Vindára hívták meg lelkésznek. Innen Besztercére ment, és 1872-ben fehéregyházi lelkésszé választották.

## Munkái
Beiträge zur Kenntniss der Nösner Volkssprache. (Progr. d. ev. Obergymnasiums in Bistritz 1867. és 1868.)